# Jacques Dupont
Jacques Dupont, född 19 juni 1928 i Lézat-sur-Lèze, död 4 november 2019 på samma plats, var en fransk tävlingscyklist.
Dupont blev olympisk guldmedaljör i kilometerlopp vid sommarspelen 1948 i London.